# Margarita Cordero
Margarita Cordero (Santo Domingo, República Dominicana, 3 de junio de 1946) es una periodista dominicana, feminista y con una amplia trayectoria en medios radiales, televisivos y escritos. En 2015 ganó el  Premio Nacional de Periodismo República Dominicana por su "trayectoria ética" y "su sensibilidad social". Cordero se ha destacado como ejecutiva de medios de comunicación, así como por su defensa a la libertad de prensa, la emancipación de la mujer y, de manera particular, por sus permanentes esfuerzos contra la violencia de género. Fue miembro fundador del Sindicato Nacional de Periodistas Profesionales, donde llegá a ser su secretaria general, del Sindicato Nacional de Trabajadores de la Prensa y del Colegio Dominicano de Periodistas. Ha sido reportera o ejecutiva de los más importantes medios de comunicación dominicanos a partir de los años 70, como la Revista Ahora, Revista Rumbo, los periódicos El Siglo, El Sol, de las emisoras Radio Cristal, Radio Continental y Radio Comercial. Fundó el periódico digital 7dias.com.do.

## Orígenes
Margarita Cordero nació en Santo Domingo, entonces Ciudad Trujillo, el 3 de junio de 1946, en el seno de una familia humilde. Su padre, Amado Cordero, era chofer de carro público y su madre, Josefa Guerrero, trabajadora informal. 

## Formación Académica
Cordero cursó sus estudios básicos en la escuela República Dominicana, el liceo Estados Unidos de América y el colegio María Auxiliadora, de donde fue expulsada por ser considerada demasiado irreverente. Esta expulsión la llevó a matricularse en el liceo Salomé Ureña para terminar el bachillerato.
En 1964, ingresó a la entonces Escuela de Periodismo de la Universidad Autónoma de Santo Domingo, dirigida por el poeta y periodista Freddy Gatón Arce y con un cuerpo profesional, del cual  formaban parte Rafael Molina Morillo, Alberto Malagón, Carlos Curiel, Rafael González Tirado y Ramón Lugo Lovatón. 
En 1967, luego de la Revolución de Abri de 1965, cuando estaba por finalizar el segundo año de su carrera, la interrumpió para viajar a Cuba.

## Trayectoria
Cordero se inició en el periodismo, como practicante, en Radio Mil, pero su primer empleo formal lo obtuvo en Radio Cristal, de donde fue despedida, al poco tiempo, al ser sorprendida por su director, un día, en horario de trabajo, distribuyendo volantes en la calle El Conde, de Santo Domingo, para pedir la salida de las tropas de ocupación norteamericana.
Durante el período 1980-1988, fue la encargada del Área de Información y Comunicación del Centro de Investigación para la Acción Femenina (CIPAF), y apoyó, desde esta institución, al movimiento feminista en el país, luchando contra la violencia de género.
Se desempeñó, además, como editora del periódico Quehaceres, en el cual realizó trabajos de prensa y comunicación, y fue responsable de las colecciones Ediciones Populares Feministas y Teoría Feminista. Su talento como periodista le permitió destacarse, desde el 1987 hasta 2000, como comentarista y entrevistadora del telediario Uno + Uno, por Teleantillas.
Juntamente con este puesto, Cordero, en 1997 hasta el 2000, laboró como jefa de redacción en la revista Rumbo, en la coordinación de los contenidos junto con el director, Aníbal de Castro, asignación de artículos y reportajes, revisión, corrección y cuidado de edición. Su labor en este medio la llevó, en 2000 a ocupar el puesto de  directora ejecutiva.
Más tarde ocupó otros puestos directivos, destacándose como  subdirectora de Diario Libre.
Margarita Cordero también formó parte del Consejo Directivo, en representación de los consumidores, en el Instituto Dominicano de las Telecomunicaciones (INDOTEL).
Uno de los trabajos más destacados y de donde pudo transmitir sus ideas en contra de la violencia contra la mujer y la libertad de expresión fue como directora del periódico digital 7dias.com.do, fundado en 2007 y que dejó de operar en septiembre de 2015.

## Obras
Entre los libros que ha publicado se encuentran:
- Comunicaciones para las mujeres en el desarrollo (CIPAF).
- Mujer, participación política y procesos electorales (1986-1990).
- Prostitución, esclavitud sexual femenina, con Cristina Cavalcanti y Carmen Imbert Brugal (coautoras) (1986).
- Mujeres de Abril (1985).

## Reconocimientos
En 2013, Margarita Cordero recibió el premio «Caonabo de oro» al periodismo dominicano.
En 2015, fue la ganadora del  Premio Nacional de Periodismo dominicano, convirtiéndose así en la segunda mujer en ganarlo.